# 1997 في الاتحاد الأوروبي
الأحداث من عام 1997 في الاتحاد الأوروبي.

## المناصب
- رئيس المجلس الأوروبي
  -  فيم كوك (كانون الثاني - حزيران 1997)
  -  جان كلود يونكر (حزيران - كانون الأول 1997)
- رئيس المفوضية الأوروبية -  جاك سانتر
- رئاسة مجلس الاتحاد الأوروبي -  هولندا (كانون الثاني - حزيران 1997) و  لوكسمبورغ (حزيران - كانون الأول 1997)

## الأحداث
- 1 كانون الثاني: هولندا تتسلم رئاسة الاتحاد الأوروبي.
- 1 تموز: لوكسمبورغ تتسلم رئاسة الاتحاد الأوروبي.